# The Big Thrill
The Big Thrill (en español: La gran emoción) es el tercer álbum de estudio de la banda alemana de heavy metal Axxis y fue publicado en formato de disco compacto en 1993 por EMI Music.

## Grabación y publicación
Este disco fue grabado en Grabaciones Kajem, Gladwyne, Pensilvania, Estados Unidos en 1992 y fue producido por Joey Balin,  productor de otras bandas alemanas como Warlock y Doro.
De este material discográfico fueron lanzados tres sencillos: «The Big Thrill», «Stay Don't Leave Me» y «Love Doesn't Know Any Distance», todos publicados en 1993.  Ninguno de éstos sencillos entró en los listados de popularidad alemanes.

El álbum logró captar la atención del público, ya que se ubicó en el 38.º de la lista de los 100 álbumes más populares de la Media Control Charts de Alemania en 1993, durando doce semanas en este listado.

## Lista de canciones
| N.º   | Título                              | Escritor(es)                    | Traducción al español                       | Duración |  |
| 1.    | «Better World / Livin' in the Dark» | Bernhard Weiss / Walter Pietsch | «Un mundo mejor / Viviendo en la oscuridad» | 4:21     |  |
| 2.    | «Against a Brick Wall»              | Pietsch / Harry Oellers         | «Contra un muro de ladrillos»               | 3:55     |  |
| 3.    | «Stay Don't Leave Me»               | Pietsch / Oellers / Joey Balin  | «Quédate, no me dejes»                      | 4:11     |  |
| 4.    | «Little War»                        | Weiss / Pietsch / Oellers       | «Guerra pequeña»                            | 4:22     |  |
| 5.    | «No Advice»                         | Weiss / Pietsch / Balin         | «Ningún aviso»                              | 3:55     |  |
| 6.    | «Love Doesn't Know Any Distance»    | Weiss / Pietsch                 | «El amor no conoce de distancias»           | 4:56     |  |
| 7.    | «Heaven's 7th Train»                | Weiss / Pietsch / Oellers       | «Séptimo tren del cielo»                    | 5:49     |  |
| 8.    | «Brother Moon»                      | Weiss / Pietsch / Oellers       | «Luna de hermanos»                          | 4:52     |  |
| 9.    | «Waterdrop»                         | Bernhard Weiss                  | «Gota de agua»                              | 5:33     |  |
| 10.   | «The Wolf»                          | Weiss / Pietsch                 | «El lobo»                                   | 4:45     |  |
| 11.   | «Road to Never Neverland»           | Weiss / Pietsch / Oellers       | «Camino a la tierra de nunca jamás»         | 4:21     |  |
| 50:31 |                                     |                                 |                                             |          |  |

## Créditos

### Axxis
- Bernhard Weiss — voz principal y guitarra rítmica
- Walter Pietsch — guitarra líder y coros
- Werner Kleinhans — bajo
- Richard Michalski — batería y coros
- Harry Oellers — teclados

### Personal de producción
- Joey Balin — productor
- Mitch Goldfarb — ingeniero de audio
- John Fairhead — ingeniero asistente
- Sheila Matterson — ingeniero asistente
- Brian Stover — ingeniero asistente
- Erwin Musper — mezclador
- George Marino — masterización
- Paul Le Claire — fotografía de portada

## Posicionamiento
| Año  | País     | Lista                | Posición máxima |
| ---- | -------- | -------------------- | --------------- |
| 1993 | Alemania | Media Control Charts | 38.º            |